# 超円寺 (刈谷市)
超円寺（ちょうえんじ、超圓寺）は、愛知県刈谷市小垣江町上90にある真宗大谷派の寺院。山号は松風山。宝物として親鸞上人の絵伝、蓮如上人の六字名号双幅がある。

## 歴史

### 中近世
創建年は不詳であるが、当初は天台宗の寺院だった。元禄年間（1688年-1704年）ごろ、達建法師によって中興され、その後真宗大谷派に改宗した。

### 近現代
1876年（明治9年）時点の碧海郡小垣江村犬ヶ坪で最も多かった檀那寺は超円寺であり、超円寺は犬ヶ坪のうち25軒を檀家に抱えていた。1895年（明治28年）ごろに本堂が再建された。山門や鐘楼堂も明治末期ごろの建立である。超円寺に生まれた松山亮は真宗京都中学校（現・大谷高等学校）を卒業後、1919年（大正8年）6月に真宗大谷大学専修科を26期生として卒業した。
1981年（昭和56年）ごろには庫裡が新築された。

## 境内

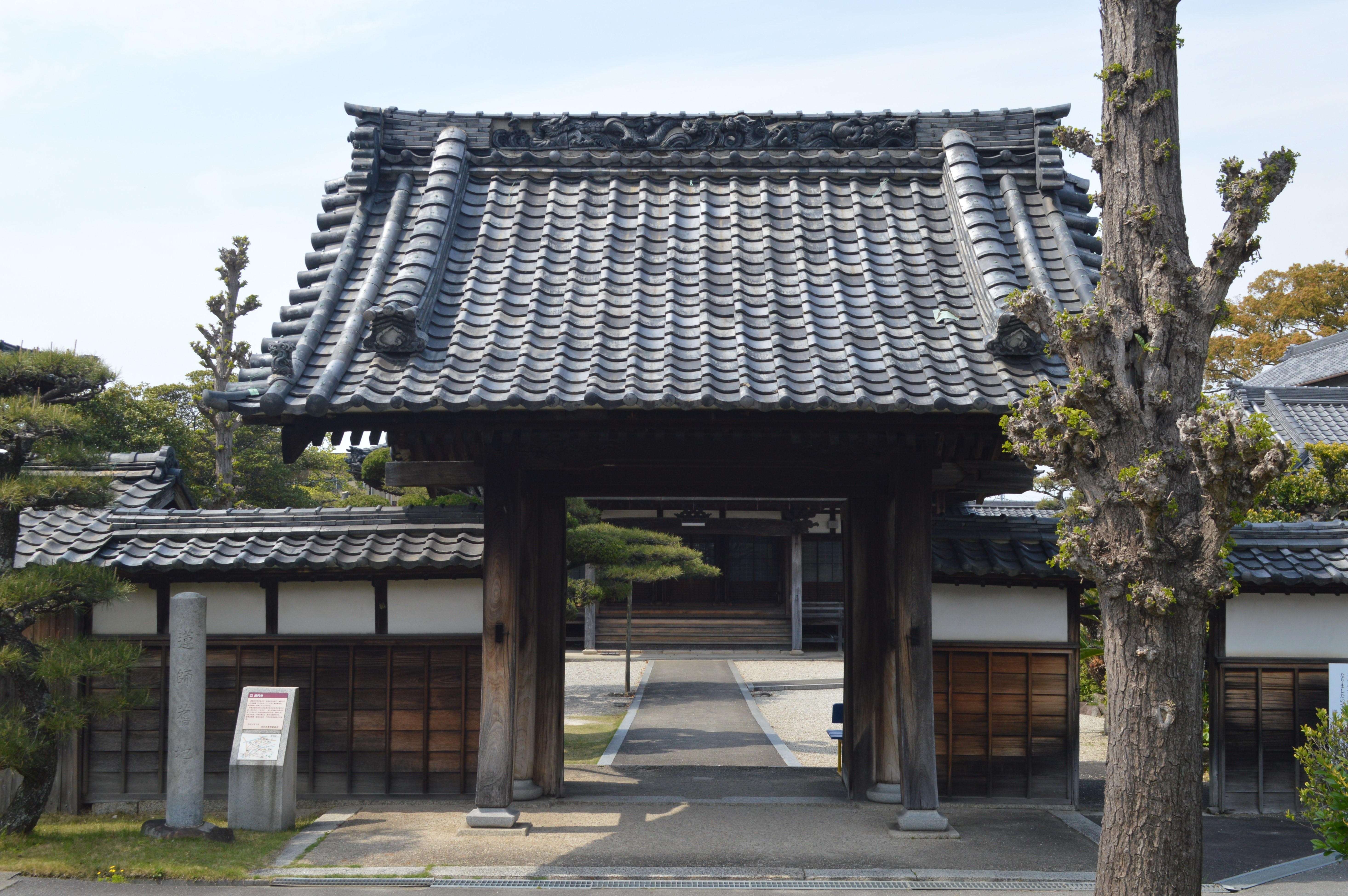
山門

- 本堂
- 山門
- 鐘楼堂

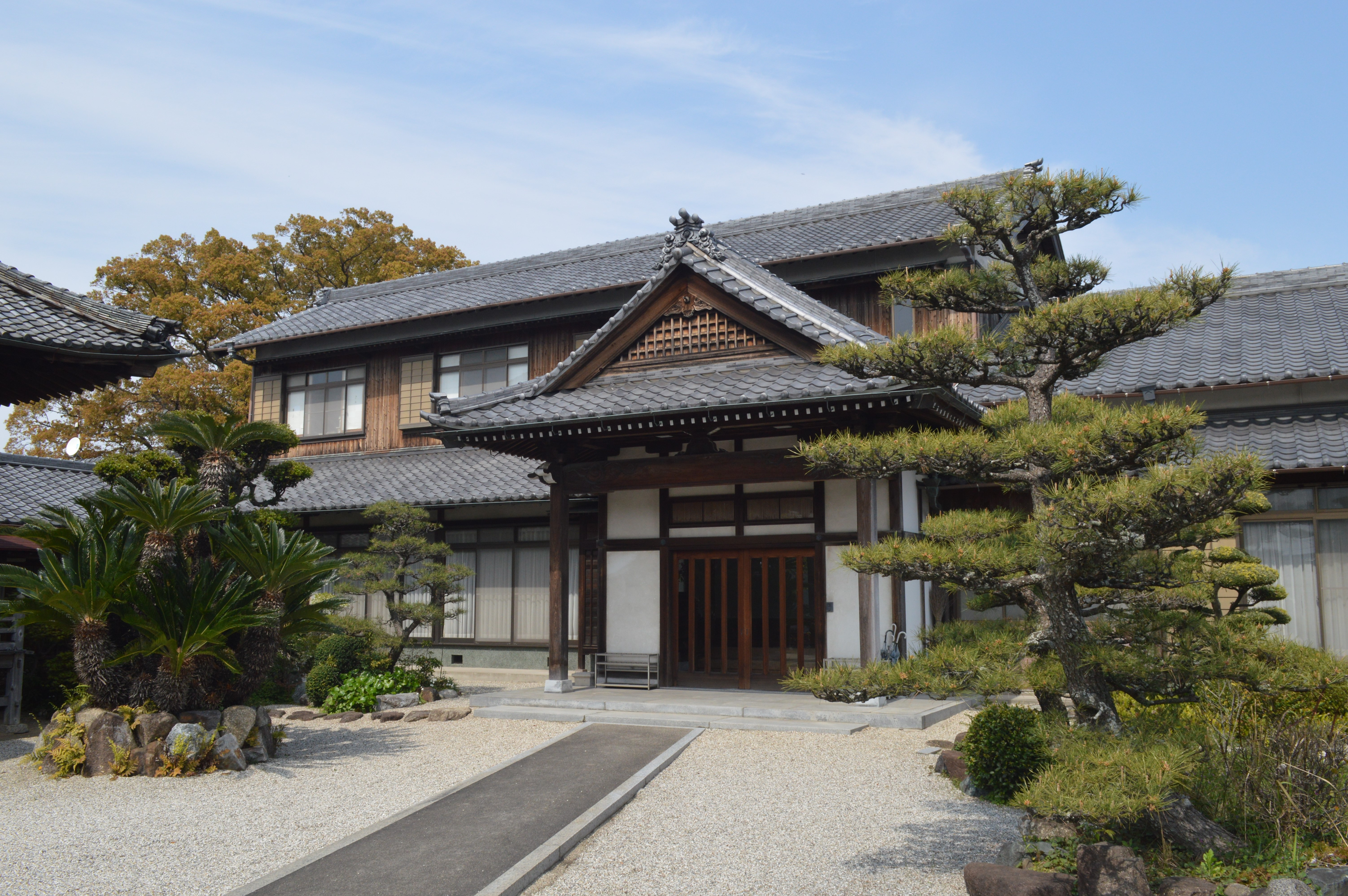
庫裏
- 長谷川翁碑

- 庫裏

## 現地情報
所在地
- 448-0813 愛知県刈谷市小垣江町上90

交通アクセス
- 名鉄三河線小垣江駅から徒歩